# Norrbomia sordida
Norrbomia sordida – gatunek muchówki z rodziny Sphaeroceridae i podrodziny Copromyzinae.
Gatunek ten opisany został w 1847 roku przez Johana Wilhelma Zetterstedta jako Copromyza sordida.
Muchówka o matowym ciele długości od 2 do 2,25 mm. Głowa jej charakteryzuje się brakiem szczecinek zaciemieniowych oraz brakiem długich szczecinek na policzku oprócz wibrys. Czułki mają krótko owłosione aristy. Na tułowiu szczecinki środkowe grzbietu występują w dwóch rzędach, długie szczecinki śródplecowe w liczbie jednej pary, guzy barkowe mają po jednej dużej szczecince, a na krawędzi sternopleurów występują cztery długie szczecinki, natomiast nie ma w tym miejscu krótkich włosków. Matowo-mosiężne śródplecze zdobią dwa ciemne podłużne pasy. Skrzydła są w pełni wykształcone. Ich użyłkowanie cechuje odcinek żyłki medialnej M1+2 między przednią i tylną żyłką poprzeczną tak długi jak jej odcinek wierzchołkowy. Tylna para odnóży ma na spodzie goleni przez ⅔ długości włosowate szczecinki anterowentralne, a na wierzchołku długą, ale krótszą niż długość pierwszego członu stopy ostrogę. Szczecinka przedwierzchołkowa na tylnych goleniach jest włosowata i krótsza niż odległość od jej nasady do szczytu goleni. Odwłok nie ma na hypopygium długich, sterczących szczecinek.
Owad znany z Hiszpanii, Wielkiej Brytanii, Francji, Belgii, Holandii, Niemiec, Szwecji, Norwegii, Finlandii, Szwajcarii, Włoch, Polski, Łotwy, Czech, Słowacji, Węgier, Rumunii, Grecji, europejskiej części Rosji, Makaronezji, Bliskiego Wschodu, wschodniej Palearktyki, krainy orientalnej, nearktycznej i neotropikalnej.